# Tarsomys
Tarsomys és un gènere de rosegadors de la família dels múrids. Les dues espècies d'aquest grup són oriündes de Mindanao (Filipines). Es poden distingir pel seu pelatge, que és més suau en T. apoensis i més espinós en T. echinatus. Tenen una llargada de cap a gropa de 14–18 cm i la cua de 12–16 cm. El seu hàbitat natural són els boscos situats a altituds de fins a 2.300 msnm. El nom genèric Tarsomys significa ‘ratolí pla’ en llatí.